# Selymes boglárka
A selymes boglárka (Ranunculus illyricus) a boglárkavirágúak (Ranunculales) rendjébe, ezen belül a boglárkafélék (Ranunculaceae) családjába tartozó faj.

## Előfordulása
Közép-Európa egyik lágy szárú növénye. A Mátrában találhatók meg az állományai. Magyarországon védett növényfaj.

## Megjelenése
15–30 centiméter magas évelő növény. A növény fehér szőröktől molyhos. Tőlevelei hosszúnyelűek, a szárlevelek hármasan összetettek, szálasak. A virágszirmok kerekdedek, sárga színűek, a csésze virágzáskor visszahajlik.

## Életmódja
Pusztákon és legelőkön megtalálható meg. Május-június környékén virágzik.